# 小幡篤次郎
小幡 篤次郎（おばた とくじろう、1842年7月15日（天保13年6月8日） - 1905年（明治38年）4月16日）は、幕末の中津藩士。明治時代の政治家（貴族院議員）・教育者・思想家。慶應義塾長。小幡甚三郎の兄。号は箕田。

## 生い立ち・経歴

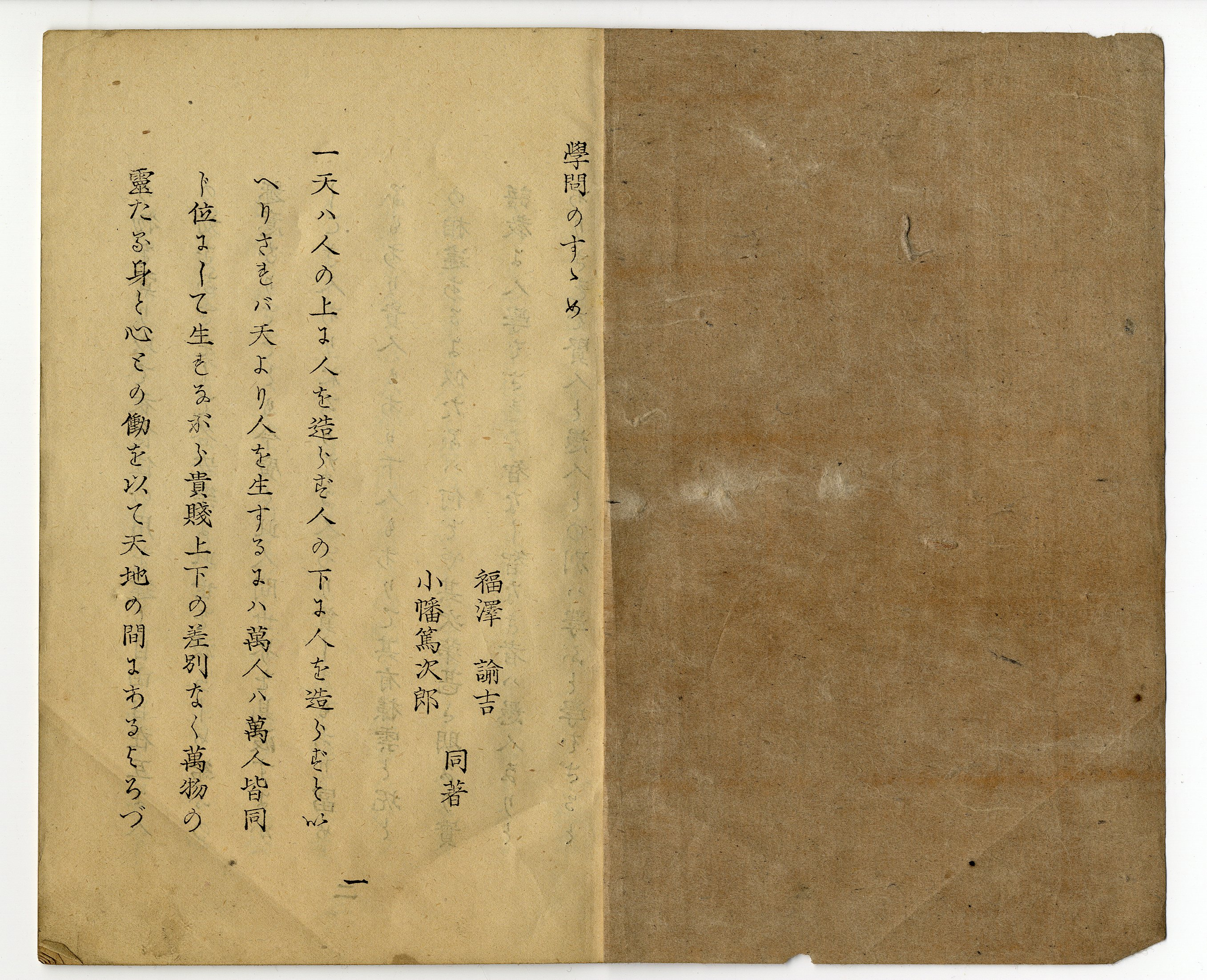
福沢諭吉・小幡篤次郎共著『学問のすゝめ』初編、明治5年2月（1872）

1842年（天保13年）、豊前国中津藩殿町（現在の大分県中津市殿町）に、中津藩家老・小幡氏の中津藩士で、供番・元締兼郡奉行を務める小幡篤蔵の次男として生まれる。幼時から父に四書五経を習い、中津藩の藩校・進脩館(しんしゅうかん) で藩儒・野本真城、野本三太郎、藩士・古宇田姑山らに就き漢学を学び、教頭となるが、1864年（元治元年）、福澤諭吉が欧州から帰朝後、中津に帰省中に中津藩士の次男・三男で家事に係累のない優秀な子弟を物色して江戸に伴って行こうと考え野本三太郎に相談したところ篤次郎を推薦したため、説得されて江戸に出ることになった。江戸では福澤の塾に入って英学を学び、塾長を務める（1866年（慶応2年）から1868年（慶應4年/明治元年）まで）。また、江戸幕府の教育機関である開成所で弟・甚三郎とともに英学教授手伝にもなった。
一方、旧臣の立場から奥平家の資産運用や財政改革に相談役として深く関与した。最後の藩主であった奥平昌邁の時代には、都会暮らしの奢侈から資産を減らすばかりの家計を助けることは難しかったが、次代の奥平昌恭の頃には徐々に家計も好転。1909年（明治42年）には、昌恭を欧米に漫遊の旅に出すことに貢献した。
1868年出版の著書『天変地異』は、雷、地震、彗星、虹といった自然現象について、「婦人小児の惑を」解くためのわかりやすい科学的解説を与えた本である。当時広く信じられていた陰陽五行思想を退け、近代的な科学知識を広めようとした本で、明治時代初めの科学啓蒙書ブームの先頭を切った。学制発布時には、小学校の教科書にふさわしい本の一つとして挙げられた。
1876年（明治9年）の東京師範学校中学師範科が創立される際には、その校務に参画。翌1877年、ヨーロッパを歴遊しアメリカを経て帰朝する。1879年（明治12年）には初の東京学士会院会員に選ばれ、翌年には交詢社創立に参与して幹事に推挙される。1882年には時事新報社創立に尽力。1890年（明治23年）9月29日、学識者として貴族院議員に推される。貴族院内部では、谷干城・三浦安・山川浩と共に懇話会に所属。貨幣制度調査委員となり、日本郵船の役員を兼ねる。勲四等瑞宝章を受ける。
その前年1889年（明治22年）10月、病に伏せった小泉信吉の代理として慶應義塾長の代理となり、1890年3月には重ねて慶應義塾長となる（1897年（明治30年）10月まで）。
1898年（明治31年）4月慶應義塾副社頭に、さらに福澤が亡くなった1901年（明治34年）には社頭となって慶應義塾の中心人物となった。晩年になり死期が近づくと、蔵書の半分を旧宅地とともに故郷・中津に寄附し、図書館を設立するよう指示（蔵書の残り半分は慶應義塾に寄附）。これが現在の中津市立小幡記念図書館の基となった。
1905年（明治38年）4月16日、病気のため死去。享年64。

## 著書
- 英学者として、1868年（慶應4年/明治元年）に、甚三郎とともに『英文熟語集』を編集・出版。その後も数冊の翻訳書をものす。
- また、『天変地異』『博物新編補遺』など科学啓蒙書を著して好評をはくし、科学知識の普及に貢献した。
- 『学問のすゝめ』初編。福澤と共著した。
- 他にも新聞「時事新報」の創刊に尽力した。

### 著作集
- 小幡篤次郎著作集編集委員会 編『小幡篤次郎著作集』 第1巻、福澤諭吉協会、2022年3月。ISBN 978-4-7664-2820-9。
  - 天変地異　全
  - 博物新編補遺　上
  - 博物新編補遺　中
  - 博物新編補遺　下
  - 生産道案内　上　
  - 生産道案内　下
  - 英文熟語集　全（影印）
- 小幡篤次郎著作集編集委員会 編『小幡篤次郎著作集』 第2巻、福澤諭吉協会、2023年3月。ISBN 978-4-7664-2876-6。
  - 西洋各国銭穀出納表
  - 上木自由之論
  - 弥児氏宗教三論　第壱編
  - 弥児氏宗教三論　第弐編
  - 弥児氏宗教三論　未刊草稿（一神論）[8]
  - 議事必携
  - 諸文集　一　明治二年―明治十一年